# 1753年大英博物館法令
《1753年大英博物館法令》（英語：British Museum Act 1753；26 Geo 2 c 22）是大不列顛國會的一項法令。
整部法令由《1963年大英博物館法令》第13(5)條及附表4廢除。